# Грицаев (Белопольский район)
Грицаев (укр. Грицаїв) — село,
Толстянский сельский совет,
Белопольский район,
Сумская область,
Украина.
Код КОАТУУ — 5920688902. Население по данным 1988 года составляло 30 человек.
Село ликвидировано в 2001 году.

## Географическое положение
Село Грицаев находится на расстоянии в 1 км от села Руда и в 2-х км от реки Бобрик.
Рядом проходит автомобильная дорога Т-2504.

## История
- 2001 — село ликвидировано[1].